# Sandra Mondaini

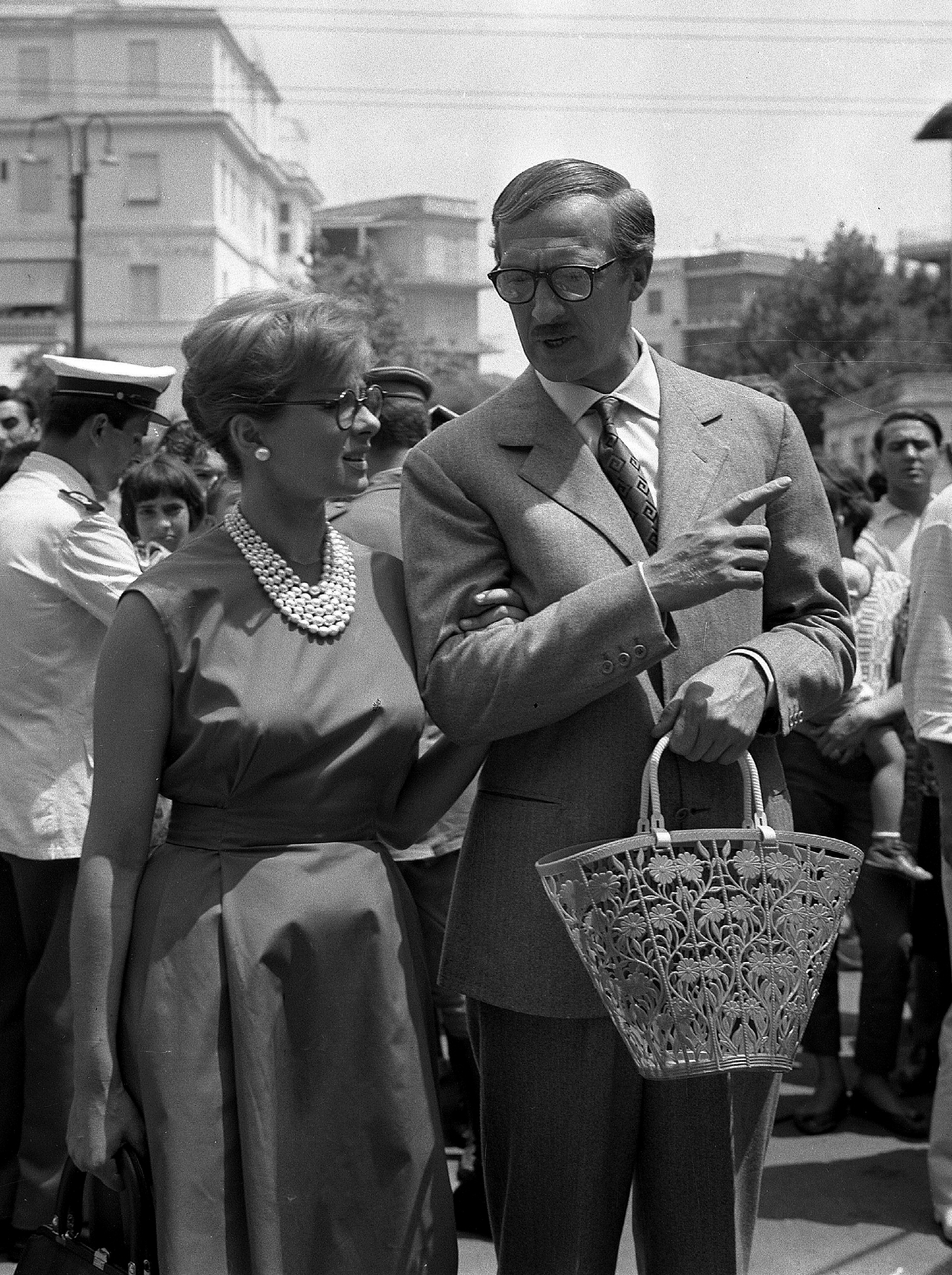
Sandra Mondaini con Raimondo Vianello

Alessandrina Mondaini (Milán, 1 de septiembre de 1931-Milán, 21 de septiembre de 2010) fue una actriz, humorista y presentadora de nacionalidad italiana.

## Biografía

### Inicios
Su nombre completo era Alessandrina Mondaini, y nació en Milán, Italia. Hija de Giuseppina Lombardini y de Giacinto Mondaini, pintor y humorista de la revista satírica Il Bertoldo, a los seis meses de edad ya era famosa gracias a su padre, que la lanzó como modelo en una campaña contra la tuberculosis. Este éxito hizo que a los dos años fuera de nuevo protagonista de la campaña antituberculosa.
Hacia la mitad de los años 1940, debiendo ayudar a su familia en dificultades económicas, Sandra comenzó a trabajar como modelo para el semanario femenino Mani di fata, y después para el conocido fotógrafo Elio Luxardo y para Borsalino, la famosa casa de moda.

### Comienzo de su carrera artística
En 1949 debutó con la comedia Ghe pensi mi, de Marcello Marchesi, en el Teatro Olimpia de Milán, actuando junto a Tino Scotti y Franca Rame. En 1953 inició su carrera como actriz cinematográfica, y también debutó en la radio con el programa Occhio magico, presentado por Nino Taranto, en el cual nació el personaje de Cutolina, una niña terrible.
En 1954 Sergio Pugliese la llamó para formar parte de la compañía de revista de la televisión estatal con Febo Conti, Pietro De Vico, Elio Pandolfi, Giulio Marchetti, Erica Sandri y Antonella Steni. En el día del bautismo de la televisión italiana, Sandra estuvo presente con el programa Settenote, actuando junto a Virgilio Riento; además, y siempre en 1954, participó en la transmisión de Orchestra delle 15, L'antologia del buon umore y I cinque sensi, un show musical y satírico. Obtuvo un notable éxito con el programa televisivo Fortunatissimo, junto a Mike Bongiorno, interpretando los personajes de Cutolina y Pinuccia. Ese mismo año también actuó en Attenti al fiasco, primer concurso de la televisión italiana, presentado por Dino Falconi.
En 1955 entró en la compañía de revista de Erminio Macario como soprano soubrette. Actuó en una trilogía de revistas de Amendola y Maccari, L'uomo si conquista la domenica (1956), E tu biondina... (1956) y Non sparate alla cicogna (1957), obteniendo un éxito extraordinario, y demostrando una gran versatilidad y fuerte sentido del humor. Por otra parte, afirmó una nueva idea de la soubrette, que rivalizaba con la imagen convencional de la prima donna de origen francés. En 1955 actuó otra vez en la pequeña pantalla con la adaptación del musical No, no, Nanette!, al cual siguió, también en televisión, la participación en el espectáculo de variedades Lui e lei (1956), con Nino Taranto y Delia Scala. En el cine hizo numerosos papeles en comedias como Attanasio cavallo vanesio (1953, con Renato Rascel), Il campanile d'oro (1955) y Motivo in maschera (1956).
Mondaini actuó en 1957 en el film Susanna tutta panna con Marisa Allasio y Bice Valori, y en el espectáculo teatral Tè per due, con Ornella D'Arrigo. Al año siguiente llevó su humor al programa radiofónico La trottola, de Corrado Mantoni. 
En 1958 conoció a Raimondo Vianello, con el cual se casaría cuatro años después, y que fue además un inseparable compañero de trabajo; con Raimondo empezó enseguida a actuar en el teatro, en Sayonara Butterfly, parodia de la ópera de Giacomo Puccini.

### Década de 1960 y 1970

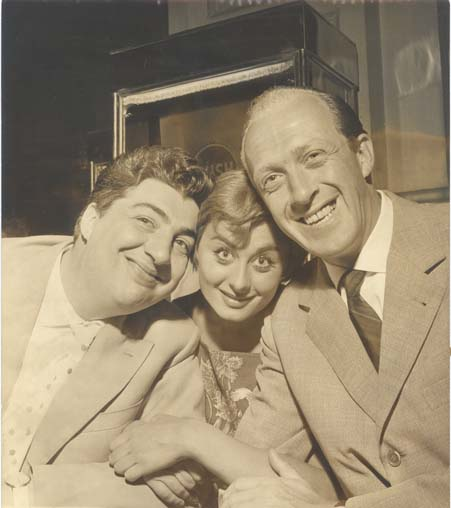
Sandra Mondaini entre Gino Bramieri (izq.) y Raimondo Vianello en 1958

Mondaini rodó en 1960 la película Le olimpiadi dei mariti, con Raimondo Vianello y Ernesto Calindri, y Caccia al marito, consiguiendo una gran popularidad; en el teatro trabajó en la comedia musical de Pietro Garinei y Sandro Giovannini Un mandarino per Teo, actuando con Walter Chiari, Ave Ninchi, Riccardo Billi y Carlo Delle Piane, con gran éxito de crítica y de público. Esa misma temporada Vianello y Mondaini presentaron una revista muy tradicional, Un juke box per Dracula, rica en sátira política y social.
Para la televisión fue una de las intérpretes del programa Tom Jones, junto a Pino Colizzi. A partir de entonces se dedicó principalmente a la televisión. Su primer gran éxito televisivo llegó con la presentación de Canzonissima 1961, programa en el cual Paolo Poli y Mondaini interpretaban a los "niños terribles" Filiberto y Arabella en un sketch. Ese mismo año rodó el telefilm Ferragosto in bikini, y para el cine actuó en La ragazza sotto il lenzuolo, Le magnifiche 7, Bellezze sulla spiaggia, con Joe Sentieri, Valeria Fabrizi y Walter Chiari, y Scandali al mare, con Gino Bramieri, Carlo Dapporto, Paola Quattrini, Bice Valori y Raimondo Vianello.
En 1962 fue de nuevo llamada para presentar Canzonissima 1962 en colaboración con Tino Buazzelli, y rodó el film Il giorno più corto, de Sergio Corbucci. En el mismo año coincidió con Walter Chiari y Lucio Flauto en I dialoghi degli snob, y actuó en la comedia Il coraggio, de Augusto Novelli, con Anna Campori, Sandro Merli y Aldo Fabrizi.
En 1963 el humorista Marcello Marchesi, en su debut televisivo con Il signore di mezza età, eligió a Sandra Mondaini como intérprete de Crudelia Delor, caricatura inspirada en el personaje de Crudelia DeMon de la cinta de Walt Disney 101 dálmatas, y actuando junto a Lina Volonghi y Marcello Marchesi. Bajo dirección de Marino Girolami actuó en la película Siamo tutti pomicioni, La donna degli altri è sempre più bella y en el film en cuatro episodios Le motorizzate. Siempre en 1963, junto a Raimondo Vianello intervino en el show de variedades Il giocondo, al cual siguieron numerosas emisiones en las que actuaron juntos. También en 1963, formó parte del reparto de la comedia televisiva L'uomo che sorride ovvero la Bisbetica domata in un altro modo, emitida por la RAI.
En 1964 comenzó a hacer sketches matrimoniales con Corrado Mantoni en la presentación del show televisivo La trottola, y en el cual cantaba el tema inicial Come una trottola, escrito por Edoardo Vianello; fue además protagonista del film Cadavere per signora, de Mario Mattoli, y rodó I maniaci, de Lucio Fulci. Participó también en Biblioteca di Studio Uno con la adaptación de la Odisea, encarnando a Nausícaa, y en Il fornaretto di Venezia. En julio del mismo año, y junto a Renzo Palmer, Enzo Garinei y Umberto D'Orsi, presentó Specialissimo, un especial escrito por Antonio Amurri en homenaje a seis grandes cantantes, tres extranjeros y tres italianos.
Mondaini protagonizó en 1965 programas televisivos como La trottola y Studio Uno junto a Mina Mazzini y Gemelle Kessler; también actuó en los filmes Questo pazzo, pazzo mondo della canzone y Spiaggia libera. Ese mismo año fue protagonista del espectáculo teatral Crazy Show, pasando del teatro de revista a un trabajo teatral que en aquel momento era innovador.
El 1 de enero de 1966 presentó con Raffaele Pisu el show Accadde nel '66, escrito por Marcello Marchesi. Ese año fue intérprete en las cintas Mi vedrai tornare y Veneri in collegio. Además, trabajó en el Teatro Orfei de Tarento en el espectáculo Le minidonne, con Ave Ninchi y Antonella Steni. También en 1966, participó con Renato Rascel, Antonella Steni y Alberto Lupo en Qua la mano. Este mismo espectáculo se repitió al año siguiente, en esta ocasión con Raffaele Pisu, Carlo Dapporto y Oreste Lionello. Igualmente, en 1967 participó en la presentación de Il tappabuchi, con Raimondo Vianello y Corrado presentando la cámara cándida de Nanni Loy. Al siguiente año, actuó de nuevo en tv con el programa Su e giù, también junto a su marido y a Corrado.
En 1968 volvió a la radio presentando con Lina Volonghi, y con la participación de Walter Chiari, el programa musical Batto Quattro. También actuó con Paolo Poli en la comedia televisiva Chi non prova non ci crede, dirigida por Carlo Di Stefano.
En 1969 hizo por primera y única vez un papel no cómico en la producción televisiva policíaca La donna di cuori, dirigida por Leonardo Cortese, y en la que actuaban Ubaldo Lay, Amedeo Nazzari y Emma Danieli. También en 1969 trabajó en Canzonissima, dirigido en esta edición por su marido.
A finales de los años sesenta, y bajo dirección de Vito Molinari, participó en la opereta La principessa della Czarda, en la que actuaban Elio Pandolfi, Agostino Lezza, Edda Vincenzi y Anna Campori.
En esos años también estuvo ocupada con la presentación del programa radiofónico Gran varietà, alternándose con Raffaella Carrà, Walter Chiari, Paolo Villaggio y Gino Bramieri. Además, fue intérprete, junto a Francesco Mulè, de la comedia Con assoluta gratitudine, escrita por Maurizio Costanzo.
Con su marido hizo una versión para la radio de Io e lei, presentando en solitario el programa radiofónico Kitsch, en el que participaba Luciano Salce. Siempre en la radio, intervino en Monsieur le Professeur, un programa divertido para aprender la lengua francesa, y en el que trabajaba Carlo Dapporto.
Con Raimondo Vianello tuvo más adelante grandes éxitos televisivos. En 1972 protagonizaron el show Sai che ti dico? junto a Iva Zanicchi y Minnie Minoprio. Ese año volvió al teatro con Pippo Baudo en la comedia musical L'ora della fantasia. En 1973 trabajó en el show televisivo Ah l'amore! junto a Piero Parodi y Franca Valeri. También actuó en el espectáculo de fin de año de 1973, 73... ma li dimostra, junto al Quartetto Cetra, Valeria Fabrizi y Adriano Celentano. La pareja Mondaini-Vianello volvió en 1974 a la tv con el show Tante scuse, que fue seguido al siguiente año por Di nuovo tante scuse. En estos shows actuaban Ricchi e Poveri, Tonino Micheluzzi y Enzo Liberti.
En 1976 volvió al teatro con la comedia de Garinei y Giovannini Assurdamente vostri, con la actriz Anna Miserocchi; la comedia debutó en el Teatro Parioli de Roma el 6 de febrero de 1976. A finales de 1976, Sandra y Raimondo dejaron momentáneamente la televisión, llevando su humor al show radiofónico Più di così, que tomó el puesto del histórico Gran varietà. Junto a la pareja participaban también Ornella Vanoni, Ricchi e Poveri y Alighiero Noschese.
El matrimonio volvió a la televisión en 1977 con Noi... no! (el primer programa televisivo en color). Al siguiente año ambos protagonizaron el show de la Lotería Io e la Befana, con Gigi Sammarchi y Andrea Roncato. Sandra interpretó por vez primera al payaso Sbirulino, obteniendo un gran éxito de público, especialmente entre los niños. También en 1978, Erminio Macario la llamó para actuar junto a Marisa Del Frate, Rita Pavone y Tiziana Pini en Macario più. Igualmente en 1978, presentó Stasera mi sento milionaria, y protagonizó la serie Tre camere e cucina, con Ave Ninchi y Tullio Solenghi.

### Últimos años en la RAI
En la temporada 1979-1980 formó parte de Domenica in, programa presentado por Pippo Baudo, y en 1980, en el Bussola Versilia de Marina di Pietrasanta, el matrimonio presentó, junto a Delia Scala, el show Una rosa per la vita, una de las primeras iniciativas televisivas destinadas a la recogida de fondos para la lucha contra el cáncer; la gala, que tuvo la participación de numerosos personajes del mundo del espectáculo, se repuso otros dos años con la misma fórmula y los mismos presentadores.
Junto a su marido, en 1981 presentó, con la participación de Heather Parisi, Gianni Agus y Enzo Liberti, el show Stasera niente di nuovo, el último espectáculo televisivo que realizó para la RAI. Al año siguiente volvió al cine para rodar con Gianni Agus el film Sbirulino, dirigido por Flavio Mogherini, su última actuación para la gran pantalla.

### Grandes éxitos en la televisión comercial
En 1982, siempre junto a su marido, fue uno de los primeros artistas de gran fama en dejar la RAI para ir a trabajar a la recién nacida televisión privada Fininvest, con el show Attenti a noi due, emitido en Canale 5, y en el cual actuaban Al Bano, Romina Power, Ricchi e Poveri y Trixie Revelli. Estos artistas tomaron parte posteriormente en otros shows de variedades como Attenti a noi due 2 (1983) y Sandra e Raimondo Show (1987), con Cinzia Lenzi, Bonnie Bianco, Galyn Gorg, Alessandra Martines, Steve La Chance, Sabrina Salerno y Tracy Spencer. En la temporada de 1983 presentó con Cesare Cadeo en Canale 5 el programa Five Album, en la de 1987-1988 participó en La giostra presentando junto a Enrica Bonaccorti el espacio Ok Bimbi. En 1982 y en 1984 fue actriz y presentadora de la emisión infantil Il circo di Sbirulino, en la cual también participó Tonino Micheluzzi, y en la cual Sandra era la protagonista absoluta con su Sbirulino.
Mondaini empezó a participar en 1984 como invitada en la segunda edición del concurso de Canale 5 Zig zag, presentado por Raimondo Vianello con Enzo Liberti y Simona Mariani (más adelante sustituida por Elena Mattolini por divergencias producidas con Mondaini), llegando a ser presentadora de la tercera y última edición entre 1985 y 1986. 
Entre 1988 y 1990 fue invitada permanente en Canale 5 en el concurso Il gioco dei 9, también presentado por su marido. En el otoño de los años 1989 y 1990 formó parte del reparto de programa tv Sabato al circo, emitido los sábados en Canale 5. En este show, Mondaini interpretaba a Sbirulino.
A los diez años del nacimiento de la televisión comercial, en 1990 la pareja Vianello Mondaini fue llamada para presentar un show de variedades llamado Buon compleanno Canale 5, con Heather Parisi, fija en el programa; junto a Mike Bongiorno, Corrado y Marco Columbro, el 11 de enero de 1991 volvieron a presentar el último capítulo de la emisión.
Desde 1991 a 1993, Mondaini interpretó por última vez a Sbirulino, siendo acompañada por Marco Columbro y Lorella Cuccarini en la presentación de Buona domenica, uno de los primeros programas en directo de la televisión comercial italiana.
Sandra e Raimondo fueron los protagonistas entre 1988 y 2007 de Casa Vianello, la sitcom más famosa y duradera producida por la televisión italiana. Se emitieron un total de 16 temporadas y 343 episodios. Junto a Mondaini y Vianello, destacaba la actriz Giorgia Trasselli. Entre 1996 y 1997 la serie derivó en cinco telefilmes titulados Cascina Vianello, en los que actuó Paola Barale, y otros cinco titulados I misteri di Cascina Vianello. En estos dos años también fue actriz en la serie televisiva Querido maestro con Marco Columbro, Elena Sofia Ricci, Franca Valeri, Stefania Sandrelli, Francesca Reggiani, Nicola Pistoia y Antonella Elia.
En la primavera de 1995, Sandra y Raimondo participaron también en La grande avventura, programa presentado por Marco Columbro y Lorella Cuccarini en Canale 5, celerando los quince años de vida de la cadena.
En febrero de 1998, en colaboración con Fabrizio Frizzi, Sandra actuó en un programa especial de Domenica in, durante el Festival de San Remo presentado por Raimondo Vianello, y en junio participó con Enrico Papi en Sapore d'estate.
En el año 2001 trabajó en un disco de canciones dedicadas a Gorni Kramer, con arreglos de Giampiero Boneschi.
Sandra y Raimondo participaron en 2003 en el programa La fabbrica del sorriso, primer proyecto televisivo promovido por Mediafriends Onlus, y presentado por Gerry Scotti, Claudio Bisio, Alessia Marcuzzi y Michelle Hunziker.
Durante la temporada primeveral de 2004, fue comentarista en el show La fattoria, emitido por Italia 1 y presentado por Daria Bignardi. Ese mismo año presentó, junto a su marido, el programa televisivo Sandra e Raimondo Supershow, que en 13 episodios recorría la carrera del matrimonio. Fue el último programa presentado por ambos.
Mondaini fue elegida en 2007 por Arturo Brachetti para trabajar en el espectáculo teatral L'uomo dai 1000 volti, siendo ella la voz que narraba a la madre del protagonista (interpretado por él mismo). También en 2007, la casa discográfica Rhino Records publicó un disco titulado Le più belle canzoni di Sandra Mondaini, con las mejores canciones de la artista.

### Últimos años
En junio de 2008, Sandra y Raimondo volvieron a la tv como protagonistas del telefilm Crociera Vianello, con un reparto en el que aparecían Tosca D'Aquino, Massimo Wertmuller, Fabio Fulco y Sabina Began. El 10 de diciembre de 2008, durante la rueda de prensa anterior a la emisión, anunció, profundamente conmovida su retiro de la escena por haberse agravado una vasculitis que le exigía el uso de la silla de ruedas. 
Su marido, Raimondo Vianello, murió el 15 de abril de 2010. A partir de entonces se agravó la enfermedad que ella padecía, falleciendo 
Sandra Mondaini el 21 de septiembre de 2010, cinco meses después que su marido, en el Hospital San Raffaele de Milán. Tenía 79 años de edad. La capilla ardiente se instaló en el estudio 4 de Mediaset en Cologno Monzese, donde el matrimonio Vianello había trabajado con la sitcom Casa Vianello. Fue enterrada en Milán, en el Cementerio de Lambrate, junto a las tumbas de sus padres, y no en Roma, en el Cementerio de Verano, donde reposaban los restos de su marido.

## Teatro
- Ghe pensi mi, dirección de Marcello Marchesi (1949)
- Dove vai se il cavallo non ce l'hai?, dirección de Giulio Scarnicci y Renzo Tarabusi (1951)
- Chi vuol esser lieto sia, dirección de Giulio Scarnicci y Renzo Tarabusi (1951)
- Attanasio cavallo vanesio, dirección de Pietro Garinei y Sandro Giovannini (1952)
- Crazy Show, de Alessandro Fersen y Guido Stagnaro (1955)
- L'uomo si conquista la domenica, dirección de Mario Amendola (1956)
- E tu biondina..., dirección de Mario Amendola (1956)
- Non sparate alla cicogna, dirección de Mario Amendola y Ruggero Maccari (1957)
- Sayonara Butterfly, dirección de Marcello Marchesi (1958)
- Un juke-box per Dracula, dirección de Marcello Marchesi (1959)
- Un mandarino per Teo, dirección de Garinei y Giovannini (1960)
- Le minidonne, con Ave Ninchi y Antonella Steni (1966)
- La principessa della Czarda, dirección de Vito Molinari (1967)
- Bertoldo Bertoldino e Cacasenna, dirección de Marcello Baldi (1969)
- Plauto, con Nino Taranto y Enrica Bonaccorti (1970)
- L'ora della fantasia, de Maurizio Costanzo, dirección de Davide Montemurri (1972)
- Con assoluta gratitudine, de Maurizio Costanzo, con Francesco Mulè
- Assurdamente vostri, dirección de Garinei y Giovannini (1976)
- L'uomo dai mille volti, de Arturo Brachetti (2007)

## Filmografía

### Cine

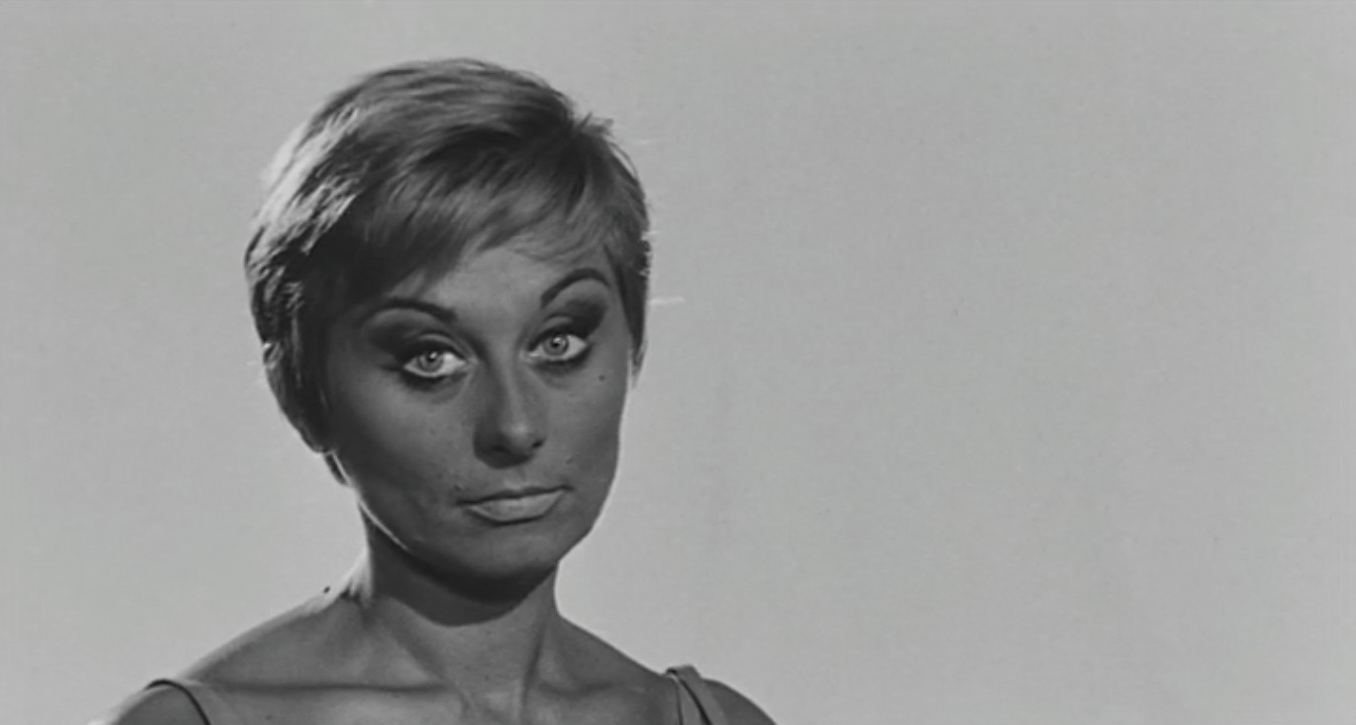
Fotograma de Cadavere per signora (1964).

- Attanasio cavallo vanesio, de Camillo Mastrocinque (1953)
- Ridere! Ridere! Ridere!, de Edoardo Anton (1954)
- Io piaccio, de Giorgio Bianchi (1955)
- Il campanile d'oro, de Giorgio Simonelli (1955)
- Motivo in maschera, de Stefano Canzio (1955)
- Susanna tutta panna, de Steno (1957)
- Le dritte, de Mario Amendola (1958)
- Un mandarino per Teo, de Mario Mattoli (1960)
- Le olimpiadi dei mariti, de Giorgio Bianchi (1960)
- Noi siamo due evasi, de Giorgio Simonelli (1960)
- Caccia al marito, de Marino Girolami (1960)
- Scandali al mare, de Marino Girolami (1961)
- La ragazza sotto il lenzuolo, de Marino Girolami (1961)
- Bellezze sulla spiaggia, de Marino Girolami (1961)
- Maciste contro Ercole nella valle dei guai, de Mario Mattoli (1961)
- Le magnifiche 7, de Marino Girolami (1961)
- Siamo tutti pomicioni, de Marino Girolami (1963)
- La donna degli altri è sempre più bella, de Marino Girolami (1963)
- Il giorno più corto, de Sergio Corbucci (1963)
- Le motorizzate, de Marino Girolami (1963)
- I maniaci, de Lucio Fulci (1964)
- Cadavere per signora, de Mario Mattoli (1964)
- Questo pazzo, pazzo mondo della canzone, de Bruno Corbucci y Giovanni Grimaldi (1965)
- Veneri in collegio, de Marino Girolami (1965)
- Mi vedrai tornare, de Ettore Maria Fizzarotti (1966)
- Spiaggia libera, de Marino Girolami (1966)
- Sbirulino, de Flavio Mogherini (1982)

### Televisión
- No, no, Nanette, dirección de Vito Molinari (1955)
- La ragazza indiavolata, dirección de Silverio Blasi (1958)
- Il gatto in cantina, dirección de Eros Macchi (1958)
- Principesse Violini e Champagne, dirección de Gianfranco Bettetini (1963)
- Biblioteca di Studio Uno: Il fornaretto di Venezia, dirección de Antonello Falqui (1964)
- Biblioteca di Studio Uno: Odissea, dirección de Antonello Falqui (1964)
- Casa Vianello, dirección de Cesare Gigli (1988)
- Casa Vianello, dirección de Paolo Zenatello (1990, 1991, 1992, 1993, 1994, 1995)
- Querido maestro, dirección de Rossella Izzo (1996, 1997)
- Cascina Vianello, dirección de Paolo Zenatello (1996)
- I misteri di Cascina Vianello, Un matrimonio e un funerale, dirección de Gianfrancesco Lazotti (1997)
- I misteri di Cascina Vianello, Pericolo sul filo di lana, dirección de Gianfrancesco Lazotti (1997)
- I misteri di Cascina Vianello, Quattro assi per una rapina, dirección de Gianfrancesco Lazotti (1997)
- I misteri di Cascina Vianello, Delitto al circo, dirección de Gianfrancesco Lazotti (1997)
- Casa Vianello, dirección de Fosco Gasperi (2000, 2001, 2002, 2003)
- Casa Vianello, dirección de Maurizio Simonetti (2003, 2004, 2005, 2006)
- Casa Vianello, dirección de Francesco Vicario ( 2006, 2007, 2007, 2008)
- Crociera Vianello, dirección de Maurizio Simonetti (2008)

### Teatro televisivo
- Tom Jones, de Henry Fielding, con Pino Colizzi, Elisa Cegani y Franco Parenti, dirección de Eros Macchi, 1960.
- Il coraggio, de Augusto Novelli, con Anna Campori, Sandro Merli y Gilberto Mazzi, dirección de Marcello Sartarelli, 1962.
- L'uomo che sorride ovvero la bisbetica domata in un altro modo, con Johnny Tamassia, Manlio Busoni y Gianni Agus, dirección de Claudio Fino, 1963.
- Due dozzine di rose scarlatte, con Alberto Lionello y Rosetta Salata, dirección de Flamino Bollini, 1966.
- Chi non prova non ci crede, con Paolo Poli, Luigi Pavese y Renzo Bianconi, dirección de Carlo Di Stefano, 1968.
- Bertoldo, Bertoldino e Cacasenno (surgelati ma non integrati nella ridicolosa civiltà dei consumi), con Luigi Sportelli, Umberto D'Orsi y Liù Bosisio, dirección de Marcello Baldi, 1969.
- La donna di cuori, con Ubaldo Lay, Amedeo Nazzari y Ivano Staccioli, 1969.

## Variedades televisivas
- Settenote, dirección de Alda Grimaldi (1954)
- Orchestra delle 15, dirección de Mario Landi (1954)
- Voci nella sera, dirección de Alda Grimaldi (1954)
- Antología del buon umore, dirección de Alberto Gagliardelli y Mario Landi (1954)
- I cinque sensi sono sei, dirección de Mario Landi (1954)
- Invito al sorriso, dirección de Mario Landi (1954)
- Dietro la facciata, dirección de Daniele D'Anza (1954)
- Mare, monti e fantasia, dirección de Daniele D'Anza (1954)
- Attenti al fiasco, dirección de Vito Molinari (1954)
- Album personale di Odoardo Spadaro, dirección de Vito Molinari (1954)
- Il cassetto, dirección de Mario Landi (1954)
- Passo d'addio, dirección de Mario Landi (1954)
- Fortunatissimo, dirección de Romolo Siena (1954-1955)
- Guarda chi si vede, dirección de Vito Molinari (1955)
- Fuori programma, dirección de Vito Molinari (1955)
- Lui e lei, dirección de Vito Molinari (1956)
- Canzonissima 1961, dirección de Eros Macchi (1961)
- Canzonissima 1962, dirección de Eros Macchi (1962)
- Il signore di mezza età, dirección de Gianfranco Bettetini (1963)
- Il giocondo, dirección de Gianfranco Bettetini (1963-1964)
- Specialissimo 1964, dirección de Marcella Curti Gialdino (1964)
- Studio Uno, dirección de Antonello Falqui (1965)
- La trottola, dirección de Vito Molinari (1965)
- La trottola, dirección de Gianfranco Bettetini (1966)
- Accadde nel 66, dirección de Gianfranco Bettetini (1966)
- Qua la mano, dirección de Fernanda Turvani (1966)
- Qua la mano, dirección de Lino Procacci (1967)
- Il tappabuchi, dirección de Vito Molinari (1967)
- Su e giù, dirección de Eros Macchi (1968)
- Gala per Johnny Dorelli, dirección de Vito Molinari (1968)
- Qualcosa di più (1969)
- Canzonissima 1969, dirección de Antonello Falqui (1969)
- Sai che ti dico?, dirección de Antonello Falqui (1972)
- Ah l'amore!, dirección de Beppe Recchia (1973)
- 73, ma li dimostra, dirección de Stefano De Stefani (1973)
- Rivediamoli insieme, dirección de Lino Procacci y Piero Turchetti (1974)
- Tante scuse, dirección de Romolo Siena (1974)
- Di nuovo tante scuse, dirección de Romolo Siena (1975-1976)
- Tre camere e cucina, dirección de Luigi Bonori (1977)
- Noi... no!, dirección de Romolo Siena (1977-1978)
- Io e la Befana, dirección de Romolo Siena (1978-1979)
- Stasera mi sento milionaria (1978)
- Macario più, dirección de Vito Molinari (1978)
- Domenica in, dirección de Lino Procacci (1979-1980)
- Una rosa per la vita, dirección de Luigi Bonori (1980)
- Stasera niente di nuovo, dirección de Romolo Siena (1981)
- Una rosa per la vita, dirección de Luigi Bonori (1981)
- Attenti a noi due, dirección de Romolo Siena (1982)
- Una rosa per la vita, dirección de Daniele D'Anza (1982)
- Il circo di Sbirulino, dirección de Silvio Ferri (1982, 1984)
- Attenti a noi due 2, dirección de Davide Rampello (1983)
- Five Album (1983)
- Zig zag, dirección de Laura Basile y Luigi Ciorciolini (1984-1986)
- SandraRaimondo Show, dirección de Mario Bianchi y Romolo Siena (1987)
- La giostra, dirección de Laura Basile (1987-1988)
- Il gioco dei 9, dirección de Rinaldo Gaspari y Paolo Zenatello (1988-1990)
- Sabato al circo, dirección de Cesare Gigli (1989-1990)
- Buon compleanno Canale 5, dirección de Stefano Vicario (1990-1991)
- Buona domenica, dirección de Beppe Recchia (1991-1993)
- Domenica in da Sanremo, dirección de Michele Guardì (1998)
- Sapore d'estate (1998)
- I Tre Tenori (1998)
- Miss Italia 2002 (2002)
- La fabbrica del sorriso, dirección de Fabio Calvi (2003)
- La fattoria (2004)
- Sandra e Raimondo Supershow, dirección de Beppe Recchia (2004)

## Variedades radiofónicas
- Occhio magico, presentado por Nino Taranto (1953)
- La trottola, presentado por Corrado (1958)
- Gran varietà, presentado por Raimondo Vianello y Sandra Mondaini. Dirección de Federico Sanguigni (1964)
- Batto quattro, presentado por Mondaini y Lina Volonghi. Dirección de Pino Giglioli (1968)
- Monsieur le Professeur, dirección de Raffaele Meloni
- Kitsch, presentado y dirigido por Luciano Salce (1976)
- Più di così, presentado por Raimondo Vianello y Sandra Mondaini (1977)

## Discografía
Además de actriz y presentadora, Sandra Mondaini tuvo una discreta carrera musical, aunque no puede ser considerada realmente como una cantante: aun así, muchos de sus discos de 45 RPM tuvieron un extraordinario éxito. En algunas canciones, destinadas a los niños, Sandra cantaba interpretando el personaje de Sbirulino.

### 33 RPM
- 1962 - I dialoghi degli snob
- 1967 - Arabella e Filiberto
- 1979 - Il Mondo di Sbirulino
- 1982 - Sbirulino - Colonna sonora originale del film

### Colecciones
- 1981 - Sbirulino e Altre Storie
- 2007 - Le Più Belle Canzoni Di Sandra Mondaini

### 45 RPM
- 1959 - Witch Doctor/Pity Pity
- 1960 - Les Papous/Souvernirs
- 1960 - Pronto Sandra 701430/Socrate cha cha cha
- 1960 - M'ha baciato/Svegliati amore
- 1961 - M'ha baciato/Ornella
- 1965 - L'uomo si conquista la domenica
- 1965 - E tu biondina
- 1965 - Come una trottola/Gira rigira
- 1967 - L'albero di Natale/Filiberto presentatore
- 1974 - Tiritiritera/Piggy il porcellino pulito
- 1975 - Piru Piruli/Non mi dar le martellate
- 1977 - Ma quant'è forte Tarzan/Cerco un uomo
- 1978 - Argentina My Love/Argentina My Love (strumentale)
- 1978 - Sbirulino/Rabarbaro rabarbaro
- 1979 - Spingio/Sbirulino innamorato
- 1979 - Pappa pappa, nanna nanna/Il nonno birichino
- 1981 - Si chiama Zorro/Si chiama Zorro (strumentale)
- 1981 - Lo stellone/W Sbirulino
- 1982 - Solo un sogno/Appuntamento senza amore
- 1982 - Tagallo/Diritto-Rovescio
- 1984 - Ci vuole un fiore/Ci vuole un fiore (strumentale)
- 1987 - Quanto costa sognare/Ciao Enrica

## Premios
- Nombrada diva del año en 1956 por el Passerella Club, gracias al éxito obtenido en el teatro de revista con Erminio Macario.
- Venere d'argento
- Garofano d'oro
- Premio Ondina d'Oro
- Maschera d'argento (1961)
- Premio Bagatto d'Oro (1969)
- Premio simpatía (1975)
- Telegatto por Zig zag (1985)
- Telegatto especial a 25 años de carrera (1987)
- Telegatto por Casa Vianello (1991)
- Nombrada en 1991 ciudadana benemérita de Milán, con la Medalla de Oro de la Ciudad.
- Premio Regia Televisiva por Casa Vianello (1991)
- Premio Testimonial (1995)
- Gran Oficial de la Orden al Mérito de la República Italiana, nombrada el 26 de junio de 1996.
- Telegatto a su carrera (1998)
- Telegatto por los 10 años de Casa Vianello (1999)
- En 1999 recibió el Premio Rosa Camuna de la Región de Lombardía en reconocimiento a su trayectoria artística.
- Premio Regia Televisiva (2000)
- El matrimonio recibió en 2001 el Premio Campione, un reconocimiento a su trayectoria profesional.
- Premio Macario Speciale 2002.
- Premio Solidarietà (2002)
- En 2002 recibió en Pistoia el Premio Internacional Giorgio La Pira, otorgado por el Centro studi Donati.
- Telegatto por Casa Vianello (2002)
- Premio Credere nella Ricerca AIRC (2003)
- Telegatto por Casa Vianello (2004)
- Angelo del año (2004)
- Premio Carlo Porta (2005)
- Premio Sant'Eufemia (2005)
- Premio speciale della Camera dei deputati (2007)
- En 2007 fue premiada junto a Raimondo en Saint-Vincent como "Mejor Actriz de sitcom" por Casa Vianello.
- Premio Award alla salute, Ospedale Macedonio Melloni, Milano (2008)
- En 2008 recibió con su marido el Premio a la Creatividad de la Società Italiana degli Autori ed Editori.
- El 14 de mayo de 2010 se concedió el Premio Isimbardi a la memoria de Raimondo Vianello.